# 罗渡苗族乡
罗渡苗族乡，是中华人民共和国四川省宜宾市珙县下辖的一个乡镇级行政单位。

## 行政区划
罗渡苗族乡下辖以下地区：
武营社区村、天堂村、新田村、黄桷村、杨叉村、龙坪村、新桥村、寨子村、炮房村、楠木村和槽门村。